# Colstrip
Colstrip és una població dels Estats Units a l'estat de Montana. Segons el cens del 2000 tenia 2.346 habitants.

## Demografia
Segons el cens del 2000, Colstrip tenia 2.346 habitants, 825 habitatges, i 674 famílies. La densitat de població era de 201,7 habitants per km².
Dels 825 habitatges en un 48,2% hi vivien nens de menys de 18 anys, en un 66,8% hi vivien parelles casades, en un 9,6% dones solteres, i en un 18,3% no eren unitats familiars. En el 16,7% dels habitatges hi vivien persones soles el 2,5% de les quals corresponia a persones de 65 anys o més que vivien soles. El nombre mitjà de persones vivint en cada habitatge era de 2,84 i el nombre mitjà de persones que vivien en cada família era de 3,18.
Per edats la població es repartia de la següent manera: un 34,4% tenia menys de 18 anys, un 6,1% entre 18 i 24, un 28,7% entre 25 i 44, un 27,7% de 45 a 60 i un 3,1% 65 anys o més.
L'edat mediana era de 35 anys. Per cada 100 dones de 18 o més anys hi havia 100,9 homes.
La renda mediana per habitatge era de 55.650 $ i la renda mediana per família de 60.352 $. Els homes tenien una renda mediana de 54.241 $ mentre que les dones 25.234 $. La renda per capita de la població era de 20.336 $. Aproximadament el 5,9% de les famílies i el 7% de la població estaven per davall del llindar de pobresa.

## Poblacions més properes
El següent diagrama mostra les poblacions més properes.